# John P. Ryan
Pour les articles homonymes, voir Ryan et John Ryan.
John Patrick Ryan, , dit John P. Ryan ou parfois simplement John Ryan, est un acteur américain, né le 30 juillet 1936 à New York et mort le 20 mars 2007 à Los Angeles.

## Biographie
John P. Ryan débute au théâtre à Broadway (New York) dans La Dame aux camélias d'Alexandre Dumas fils (avec Susan Strasberg dans le rôle-titre et Frank Silvera), représentée en 1963.
Suivent quatre autres pièces, dont Yerma de Federico García Lorca (1966-1967, avec Frank Langella et Aline MacMahon) ; sa dernière à Broadway, en 1973, est Médée d'Euripide (avec Irène Papas dans le rôle-titre), où il personnifie Jason.
Au cinéma, il contribue à quarante-deux films américains, depuis The Tiger Makes Out d'Arthur Hiller (1967, avec Eli Wallach et Anne Jackson) jusqu'à Bound des Wachowski (1996, avec Gina Gershon et Jennifer Tilly), après lequel il se retire de l'écran.
Entretemps, mentionnons Cinq pièces faciles de Bob Rafelson (1970, avec Jack Nicholson et Karen Black), Missouri Breaks d'Arthur Penn (1976, avec Marlon Brando et Jack Nicholson), Runaway Train d'Andreï Kontchalovski (1985, avec Jon Voight et Eric Roberts) et Hoffa de Danny DeVito (1992, avec Jack Nicholson dans le rôle-titre et le réalisateur).
Signalons également le film français Les Patriotes d'Éric Rochant (1994, avec Yvan Attal et Richard Masur).
À la télévision, John P. Ryan apparaît dans vingt-cinq séries entre 1966 et 1993, dont Sur la piste du crime (deux épisodes, 1968-1969), Starsky et Hutch (deux épisodes, 1977-1979) et Deux Flics à Miami (un épisode, 1989).
S'ajoutent neuf téléfilms, le premier diffusé en 1968, le dernier en 1991.
Il meurt en 2007, à 70 ans, des suites d'un accident vasculaire cérébral.

## Théâtre à Broadway (intégrale)
- 1963 : La Dame aux camélias (The Lady of the Camellias) d'Alexandre Dumas fils, adaptation de Terrence McNally, mise en scène et décors de Franco Zeffirelli, costumes de Pierre Cardin et Marcel Escoffier : un acheteur
- 1966-1967 : Yerma de Federico García Lorca, adaptation de William S. Merwin, mise en scène de John Hirsch : rôle non spécifié
- 1967 : Daphne in Cottage D de Stephen Levi, costumes de Theoni V. Aldredge : Joseph
- 1972 : The Love Suicide at Schofield Barracks de Romulus Linney, mise en scène de John Berry : le major Cassidy
- 1973 : Médée (Medea) d'Euripide, adaptation de Minos Volanakis : Jason

## Filmographie partielle

### Cinéma
(films américains, sauf mention contraire)
- 1967 : The Tiger Makes Out d'Arthur Hiller : l'escorte de Toni
- 1968 : Un détective à la dynamite (A Lovely Way to Die) de David Lowell Rich : Harry Samson
- 1970 : Cinq pièces faciles (Five Easy Pieces) de Bob Rafelson : Spicer
- 1972 : The King of Marvin Gardens de Bob Rafelson : Surtees
- 1973 : Le Fauve (Shamus) de Buzz Kulik : Hardcore
- 1973 : Dillinger de John Milius : Charles Mackley
- 1974 : Le monstre est vivant (It's Alive) de Larry Cohen : Frank Davies
- 1976 : Missouri Breaks (The Missouri Breaks) d'Arthur Penn : Cy
- 1976 : Les Rescapés du futur (Futureworld) de Richard T. Heffron : Dr Schneider
- 1978 : Les monstres sont toujours vivants (It Lives Again) de Larry Cohen : Frank Davies
- 1981 : Le facteur sonne toujours deux fois (The Postman Always Rings Twice) de Bob Rafelson : Kennedy
- 1982 : The Escape Artist de Caleb Deschanel : Vernon
- 1983 : L'Étoffe des héros (The Right Stuff) de Philip Kaufman : le chef de projet
- 1983 : À bout de souffle, made in USA (Breathless) de Jim McBride : le lieutenant Parmental
- 1984 : Cotton Club (The Cotton Club) de Francis Ford Coppola : Joe Flynn
- 1985 : Runaway Train d'Andreï Kontchalovski : le directeur de la prison Ranken
- 1986 : American Warrior 2 : Le Chasseur de Sam Firstenberg : le professeur Elliott Glastenbury
- 1987 : Le justicier braque les dealers (Death Wish 4: The Crackdown) de J. Lee Thompson : Nathan White
- 1987 : Beauté fatale (Fatal Beauty) de Tom Holland : le lieutenant Kellerman
- 1987 : Trois heures, l'heure du crime (Three O'Clock High) de Phil Joanou : M. O'Rourke
- 1987 : Assistance à femme en danger (Rent-a-Cop) de Jerry London
- 1988 : Paramedics de Stuart Margolin : Le capitaine Prescott
- 1989 : Best of the Best de Robert Radler : Jennings
- 1990 : Class of 1999 de Mark L. Lester : M. Hardin
- 1990 : Delta Force 2: The Colombian Connection d'Aaron Norris : le général Taylor
- 1992 : Hoffa de Danny DeVito : Red Bennett
- 1992 : Sables mortels (White Sands) de Roger Donaldson : un trafiquant d'armes
- 1993 : Batman contre le fantôme masqué (Batman: Mask of the Phantasm) d'Eric Radomski et Bruce Timm (film d'animation) : Buzz Bronski (voix)
- 1994 : Les Patriotes d'Éric Rochant (film français) : Arthur
- 1995 : Les Légendes de l'Ouest (Tall Tale) de Jeremiah Chechik : Grub
- 1996 : Bound des Wachowski : Micky Malnato

### Télévision
Séries
- 1968-1969 : Sur la piste du crime (the F.B.I.)
  - Saison 4, épisode 8 Breakthrough (1968) de Robert Day : Ernie Flood
  - Saison 5, épisode 3 The Swindler (1969) de William Hale : William Quine
- 1974 : Kojak, première série
  - Saison 1, épisode 10 En cage (Cop in a Cage) de Charles S. Dubin : Peter Ibbotson
- 1975 : Sergent Anderson (Police Woman)
  - Saison 1, épisode 16 Sidewinder de Reza Badiyi : Collier
- 1975 : Matt Helm
  - Saison unique, épisode 12 Cherchez la femme (Murder on the Run) de Seymour Robbie : Carl Ainsley
- 1977 : 200 dollars plus les frais (The Rockford Files)
  - Saison 3, épisode 22 Agence trouble et lumière bleue (Dirty Money, Black Light) de Stuart Margolin : Dearborn
- 1977-1979 : Starsky et Hutch (Starsky & Hutch)
  - Saison 3, épisode 4 Le Grand Amour (I Love You, Rosey Malone, 1977) : Frank Malone
  - Saison 4, épisode 15 Un oiseau de malheur (Birds of a Feather, 1979) : le détective Luke Huntley
- 1979 : Hawaï police d'État (Hawaii Five-0)
  - Saison 12, épisode 6 Les bons employés sont rares (Good Help Is Hard to Find) : Guido Maroni
- 1980 : Buck Rogers (Buck Rogers in the 25th Century)
  - Saison 1, épisode 16 Twiki a disparu (Twiki Is Missing) : Kurt Belzack
- 1980 : Pour l'amour du risque (Hart to Hart)
  - Saison 2, épisode 1 Quiproquo (Murder, Murder on the Wall) de Tom Mankiewicz : Milo Vitt
- 1982 : MASH (M*A*S*H)
  - Saison 10, épisode 21 La Chèvre (That Darn Kid) de David Ogden Stiers : le major Van Zandt
- 1984 : Simon et Simon (Simon & Simon)
  - Saison 4, épisode 8 Cabotinage (Break a Leg, Darling) de Kim Manners : Stewart Crawford
- 1985 : Matt Houston
  - Saison 3, épisode 13 La Fin d'un cauchemar (The Nightmare Man) de Kim Manners : Bart
- 1985 : Cagney et Lacey (Cagney & Lacey)
  - Saison 4, épisode 22 Organized Crime : Philip Corrigan
- 1989 : Deux flics à Miami (Miami Vice)
  - Saison 5, épisode 13 Une dernière chance (The Cell Within) : Jake Manning
- 1993 : Les Aventures du jeune Indiana Jones (The Young Indiana Jones Chronicles ou The Adventures of Young Indiana Jones)
  - Saison 2, épisode 1 Autriche, mars 1917(Austria, March 1917) : Monsieur Max

Téléfilms
- 1968 : A Hatful of Rain de John Llewellyn Moxey : Chuck
- 1975 : Target Risk de Robert Scheerer : Ralph Sloan
- 1975 : Death Scream (en) de Richard T. Heffron : le détective Dave Lambert
- 1977 : A Killing Affair de Richard C. Sarafian : Flager
- 1977 : Cellule des condamnés (Kill Me If You Can) de Buzz Kulik : Johnson
- 1980 : Willow B: Women in Prison de Jeff Bleckner : M. Canady
- 1983 : Shooting Stars de Richard Lang : McGee
- 1991 : Blood River de Mel Damski : Henry Logan